# Aleksandar Radosavljević
Aleksandar Radosavljević, slovenski nogometaš in trener, * 25. april 1979, Kranj. 
Nazadnje je igral za Olimpijo.

## Reprezentančni goli
| # | Datum           | Prizorišče           | Nasprotnik | Gol za | Izid | Tekmovanje               |
| - | --------------- | -------------------- | ---------- | ------ | ---- | ------------------------ |
| 1 | 12. avgust 2009 | Ljudski vrt, Maribor | San Marino | 2–0    | 5–0  | Kvalifikacije za SP 2010 |